# Bentley Continental (1992-2003)
Pour les articles homonymes, voir Bentley Continental.
La Bentley Continental est un coupé de luxe fabriqué par Bentley de 1992 à 2003. Il s'agissait de la première Bentley à posséder une carrosserie non-commune à un modèle Rolls-Royce depuis la Continental S3 de 1965, et la Bentley la plus rapide, la plus chère et la plus puissante de son époque. C'était aussi la voiture de production la plus chère au monde au lancement. Un cabriolet dérivé, la Bentley Azure, a été lancée en 1995.
En 1998, le coupé de luxe a bénéficié d'un restylage..

## Continental R

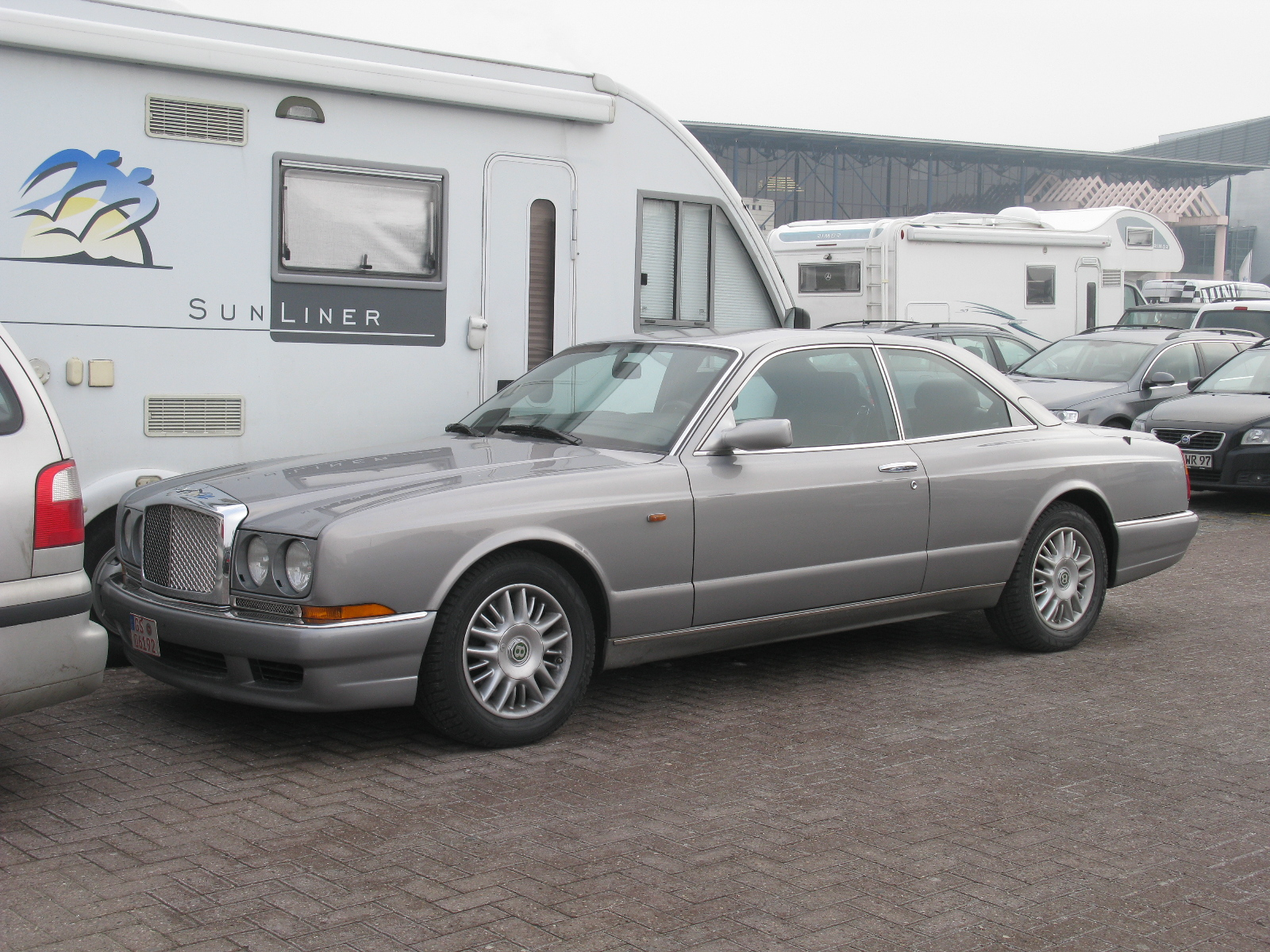
Vue de 3/4 avant.

+1292

### R Le Mans

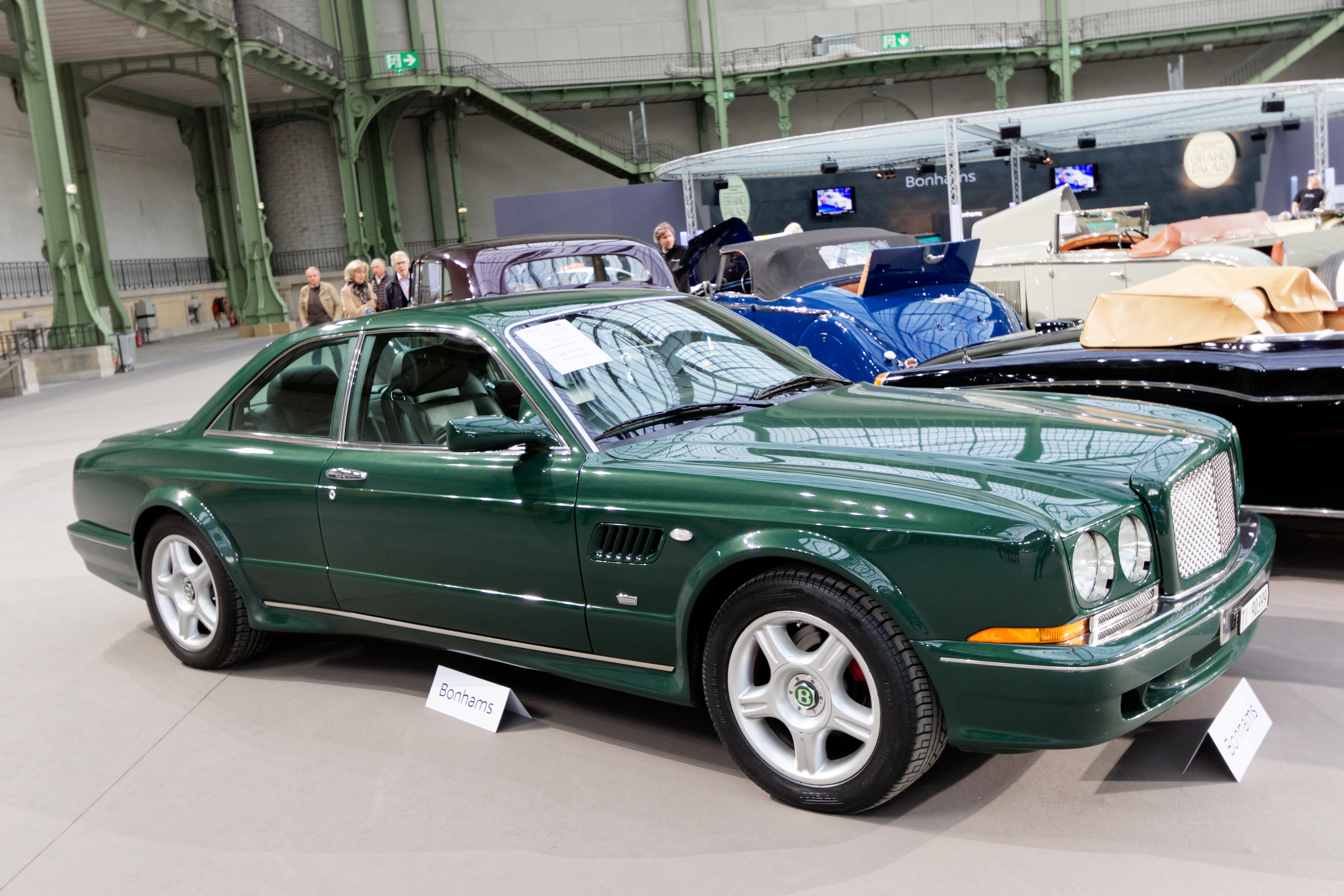
Vue de 3/4 avant.

+46

### R Mulliner

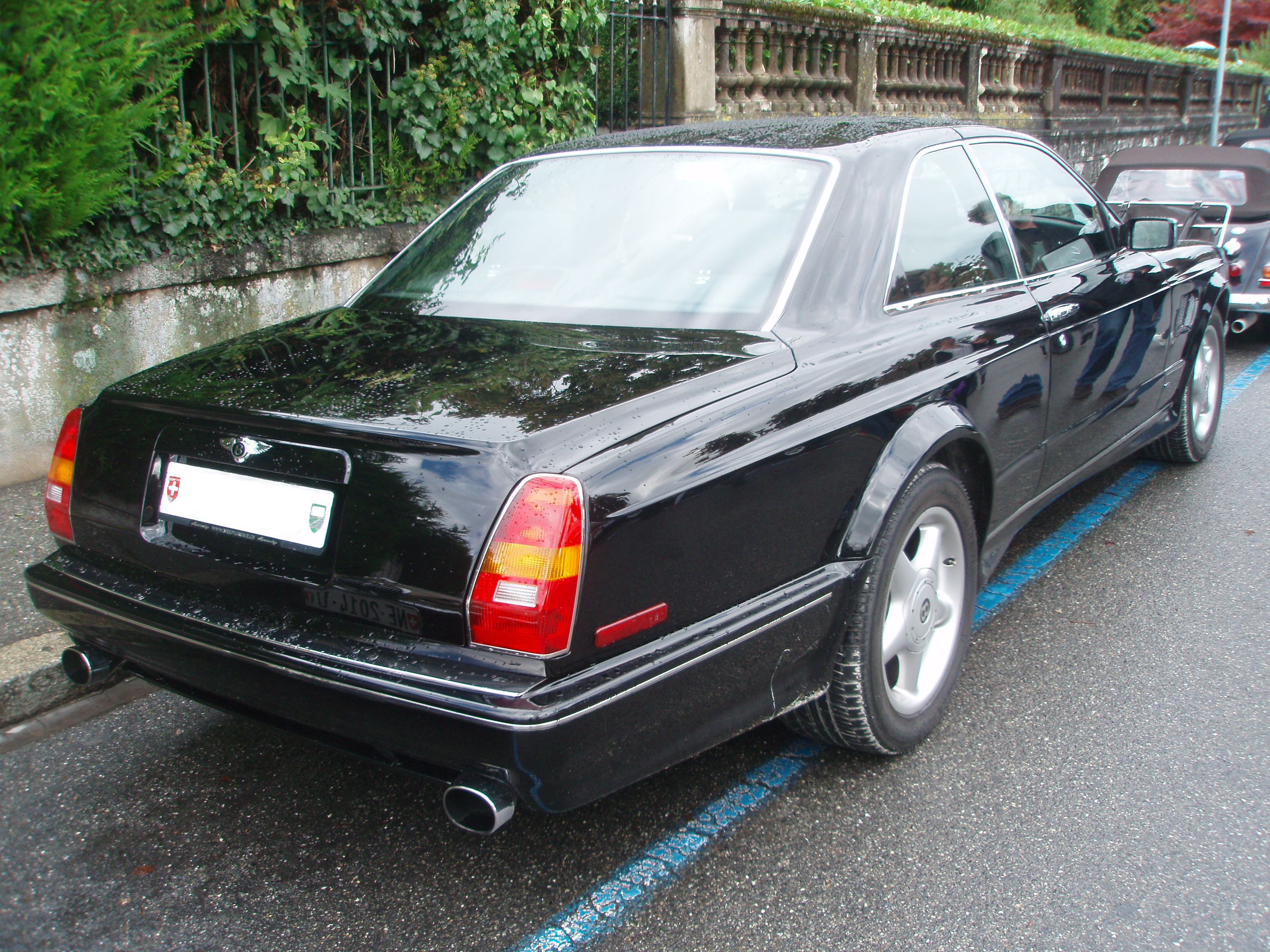
Vue de 3/4 arrière.

+148

### R Final Series
+11

## Continental S
+39

## Continental T

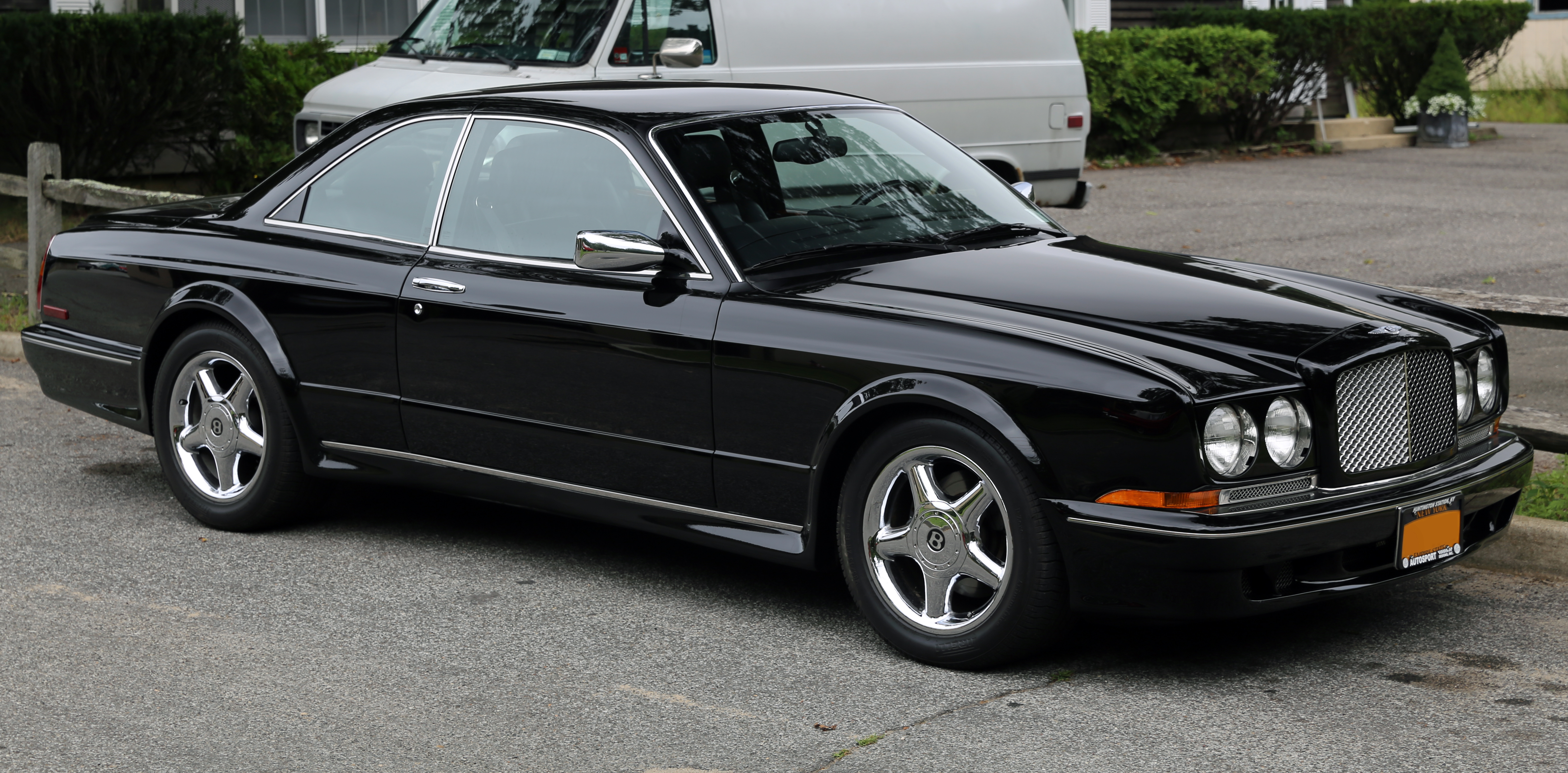
Vue de 3/4 avant.

+321

### T Le Mans
+5

### T Mulliner

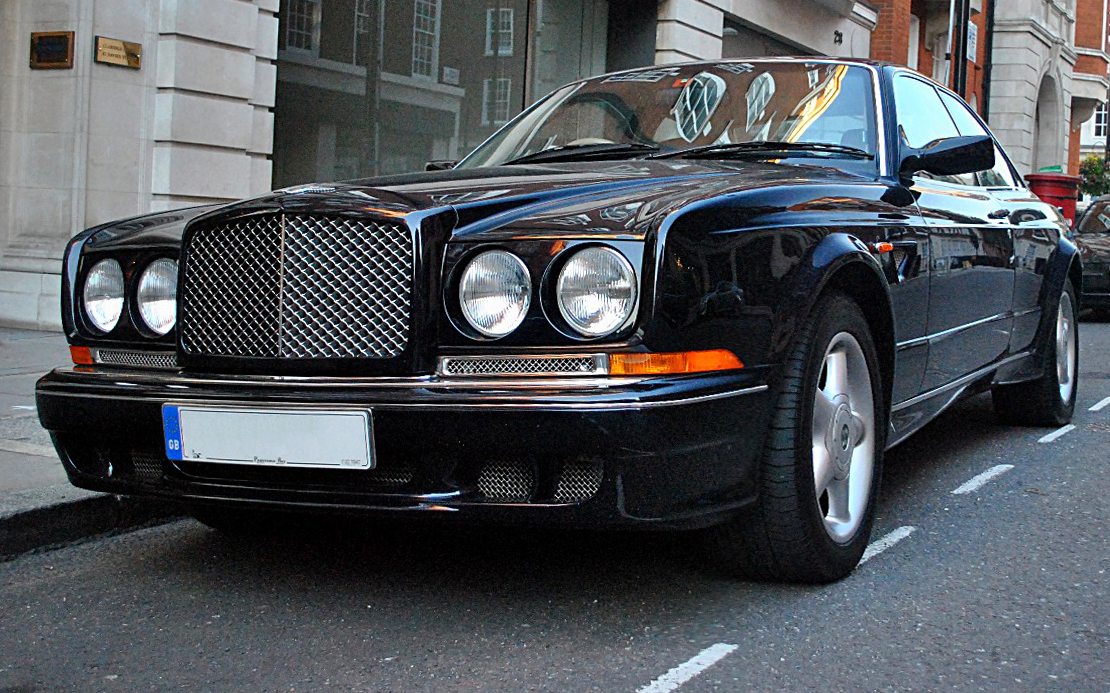
Vue de 3/4 avant.

+23

### T Personal Commission
+4

## Continental Sedanca Coupé (SC)
La Continental SC a été présentée au salon de Paris en 1998, produite entre 1998 et 2000 à 73 exemplaires..

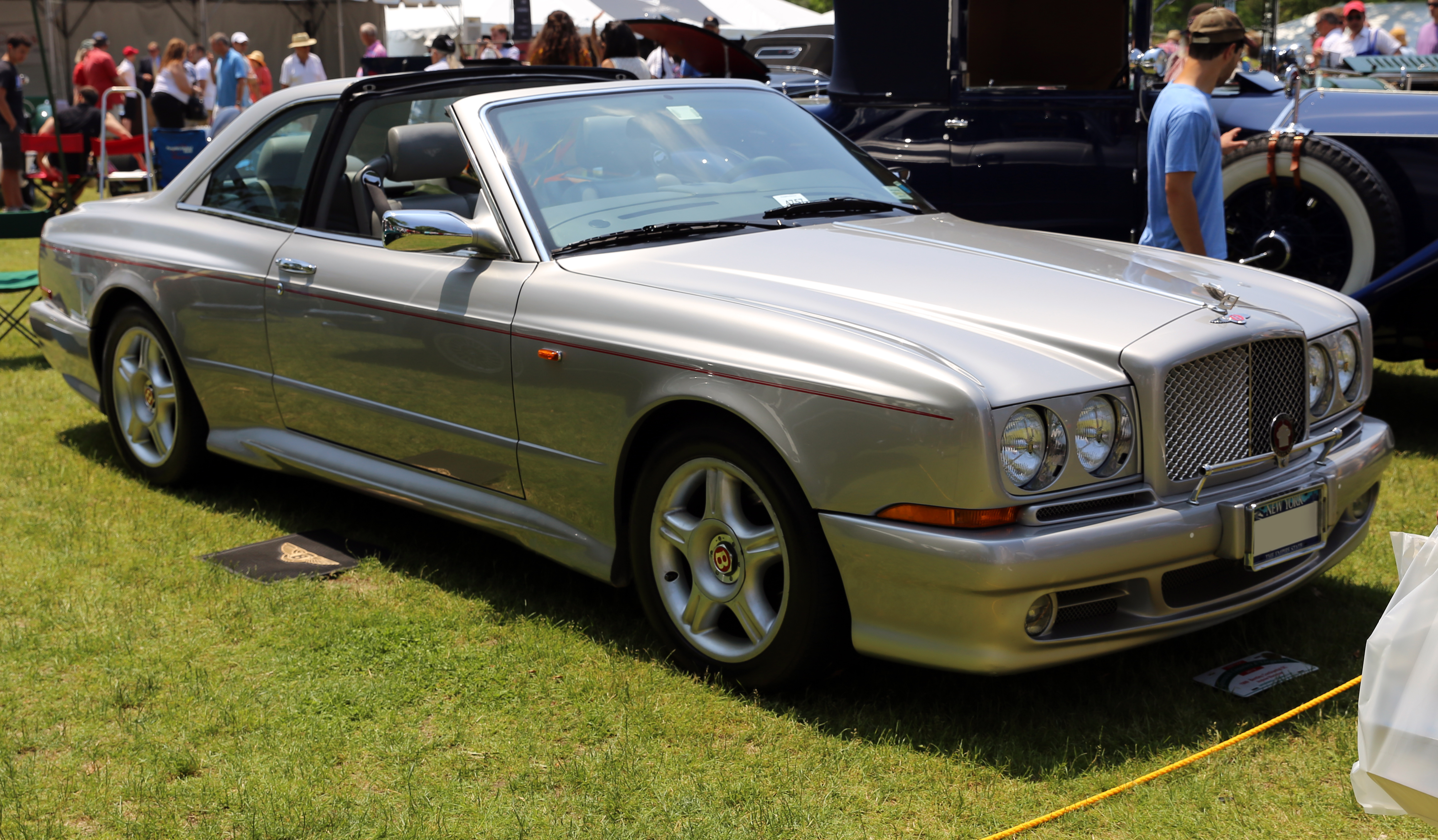
Vue de 3/4 avant.
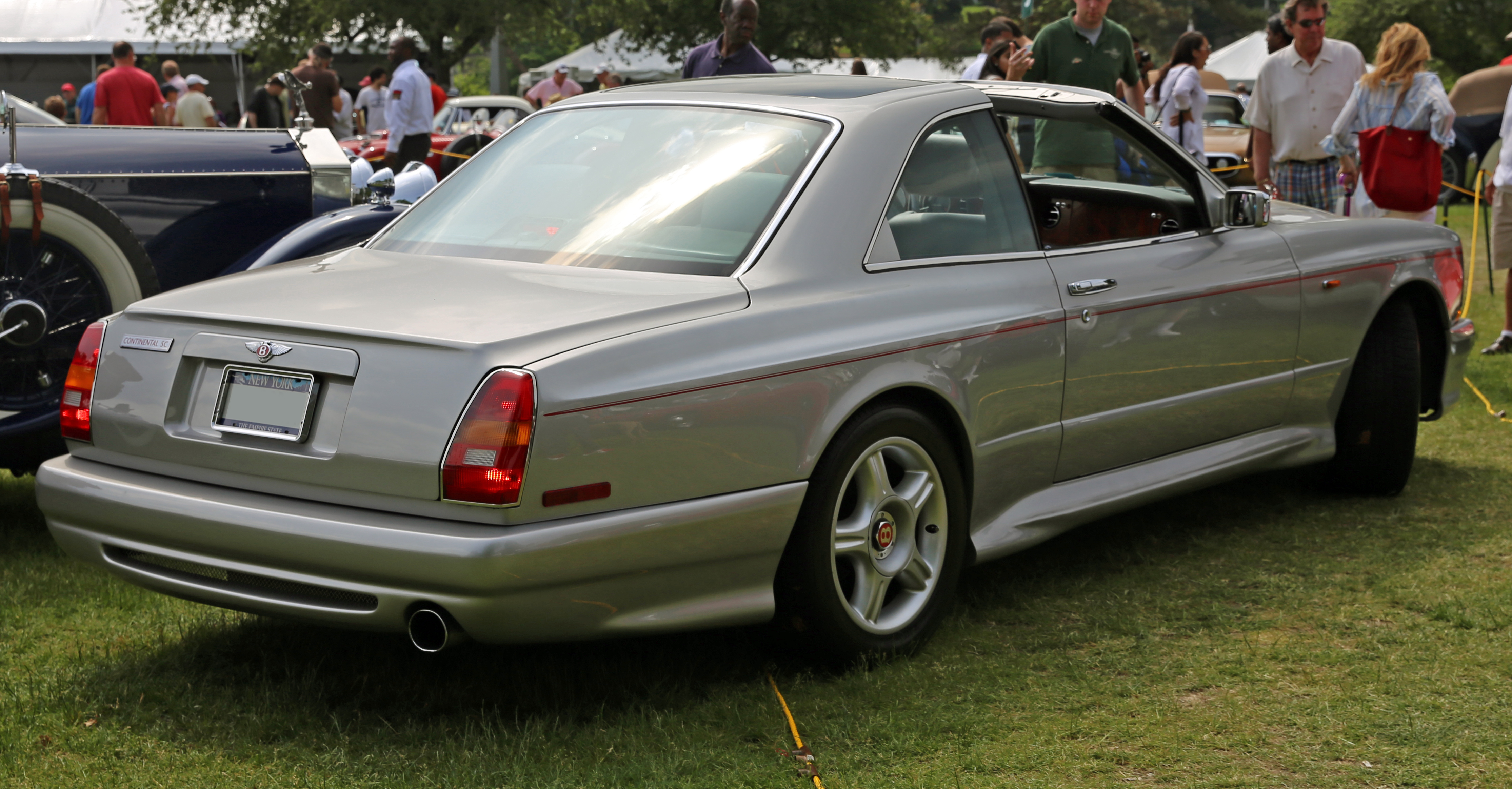
Vue de 3/4 arrière.
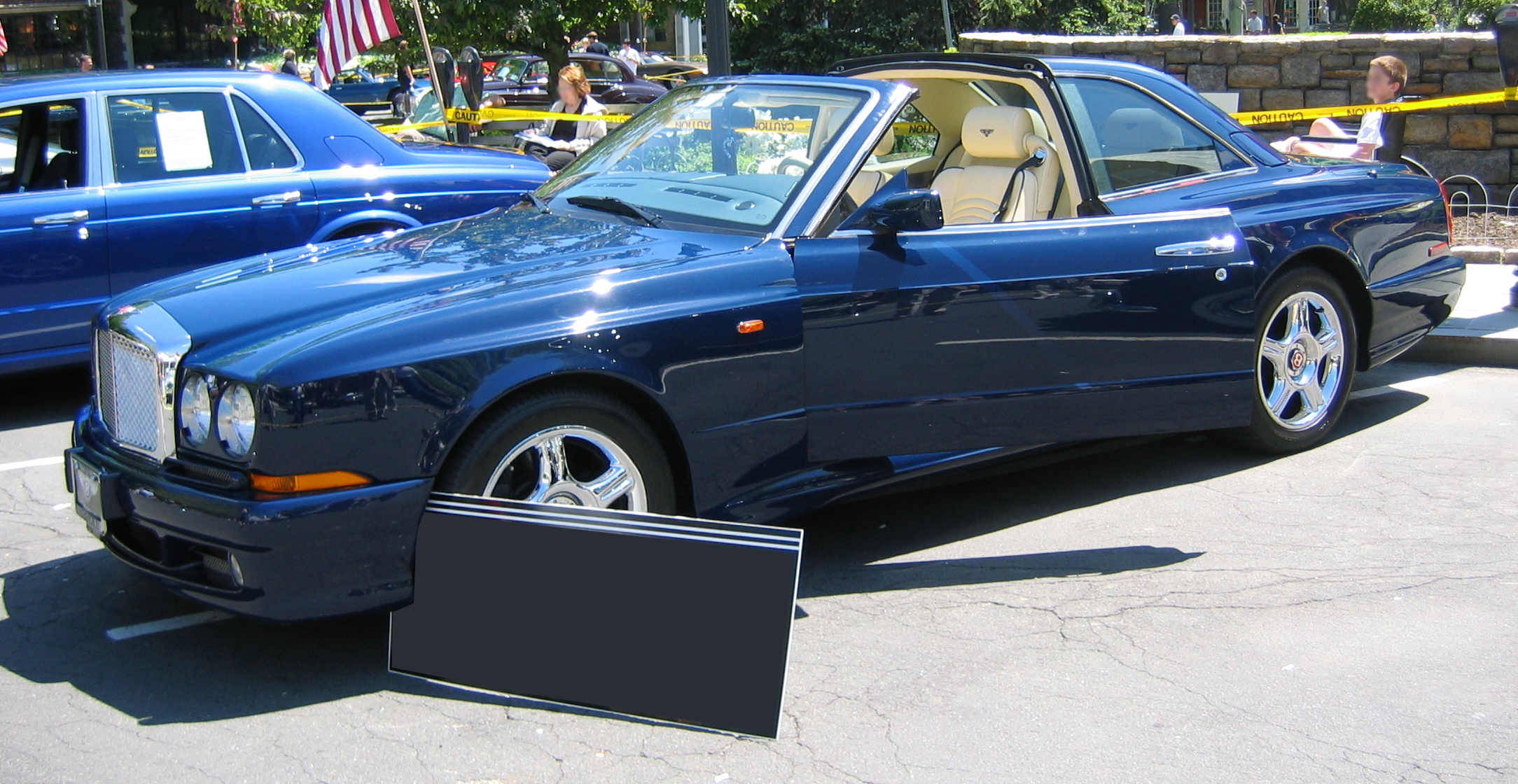
Vue de 3/4 avant.

### SC Mulliner
+6